# Caja Madrid
La Caja de Ahorros y Monte de Piedad de Madrid (Caisse d'épargne et Mont-de-piété de Madrid), connue sous le nom commercial de Caja Madrid, est la plus ancienne caisse d'épargne d'Espagne, fondée le 3 décembre 1702 comme mont-de-piété par le prêtre aragonais Francisco Piquer.

## Histoire
En 1981, la fondation de l'institution, alors appelée Caja de Ahorros y Monte de Piedad de Madrid, reçoit la Médaille d'or du mérite des beaux-arts par le ministère de la Culture ; elle est à nouveau récompensée du même prix en 1998, sous sa nouvelle identité.